# 阿尼·鲁宾逊
阿尼·鲁宾逊（英語：Arnie Robinson，1948年4月7日—2020年12月1日），美国男子田径运动员。他曾代表美国参加1972年和1976年夏季奥林匹克运动会田径比赛，共获得一枚金牌和一枚铜牌。